# الروضة (نعمان)

تعديل مصدري - تعديل

الروضة هي إحدى قرى عزلة الغول بمديرية نعمان التابعة لمحافظة البيضاء، بلغ تعداد سكانها 38 نسمة حسب تعداد اليمن لعام 2004.